# Glaphyra prolixa
Glaphyra prolixa là một loài bọ cánh cứng trong họ Cerambycidae.